# 北川知克
北川知克（きたがわ ともかつ、1951年11月8日—2018年12月26日），日本政治家。曾擔任日本眾議員、環境副大臣（第2次安倍内閣）、環境大臣政務官（第1次安倍内閣）、衆議院環境委員長。

## 概要
他曾當選兩次眾議員，並於第二次當選後擔任眾議員直到其去世。去世後，其姪子北川晉平代表自民黨出戰補選，但敗給藤田文武。